# Wunschbrunnen

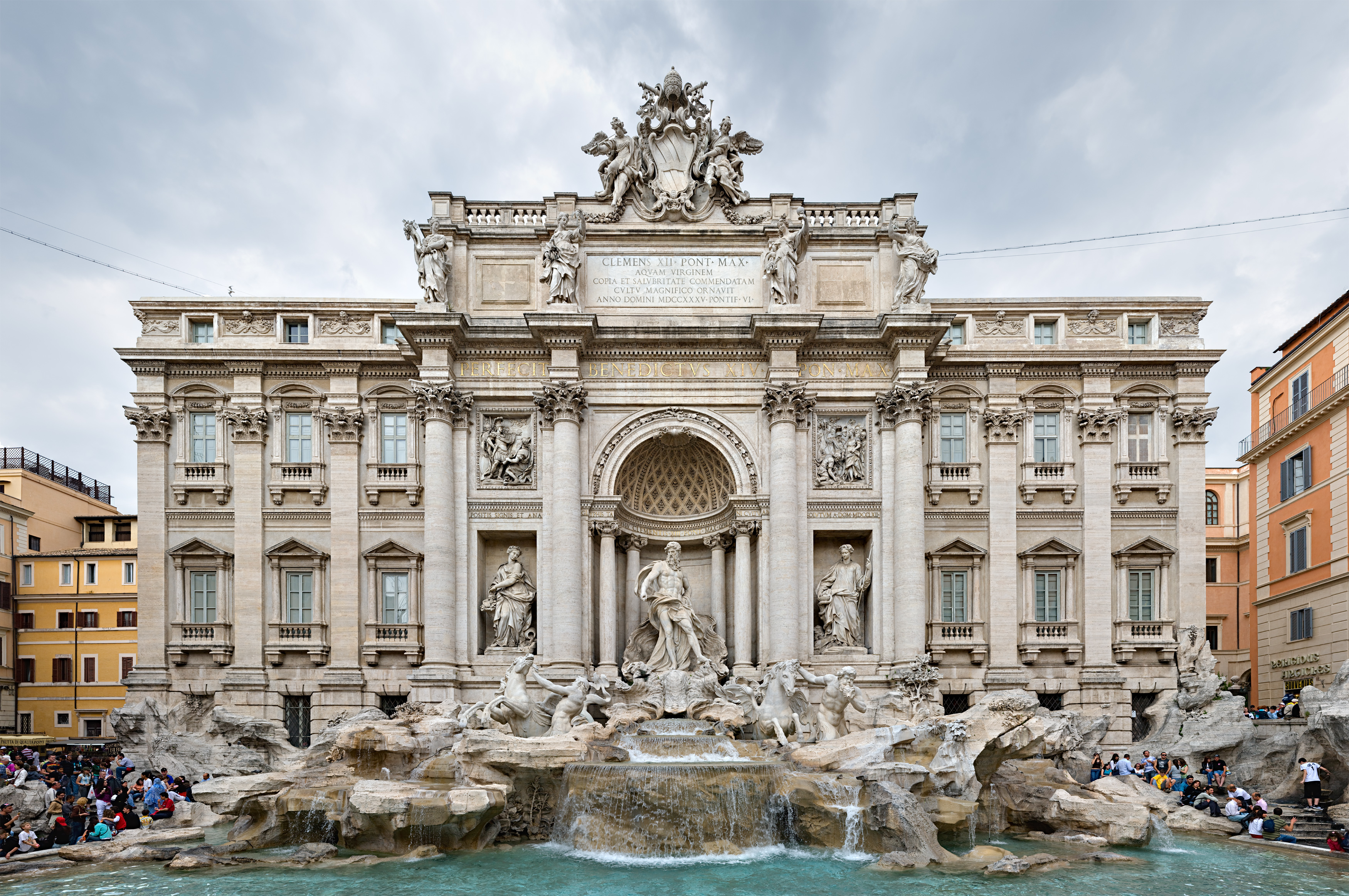
Trevi-Brunnen (Rom)

Der Wunschbrunnen ist ein Begriff aus der europäischen Folklore. Gemeint ist ein Brunnen, der einen an ihm vorgetragenen Wunsch in Erfüllung gehen lässt. Hintergrund ist der Glaube, dass das Wasser göttliche Wesen in sich trage oder von Gottheiten an einem bestimmten Ort platziert worden sei. Die Tradition, Münzen in Brunnen zu werfen, entstammt dieser Idee. Einer der bekanntesten Wunschbrunnen der Welt ist der Trevi-Brunnen in Rom, hier werden schätzungsweise 1,5 Millionen Euro pro Jahr eingeworfen.
Wunschbrunnen haben eine weit zurück reichende Tradition. In einem 2022 ausgegrabenen, über 3000 Jahre alten bronzezeitlichen Brunnen im oberbayerischen Germering fanden die Archäologen in fünf Metern Tiefe insgesamt 70 Tongefäße, 26 Gewandnadeln, mehrere weitere Schmuckstücke, darunter auch Bernsteinperlen und einen Tierzahn. Die Gegenstände am Boden des Brunnens waren nicht zerbrochen, was für ein rituelles Hinablassen spricht.
In der Tradition der heilspendenden Wasser stehen auch die Lappenquellen.